# Nissan 100NX

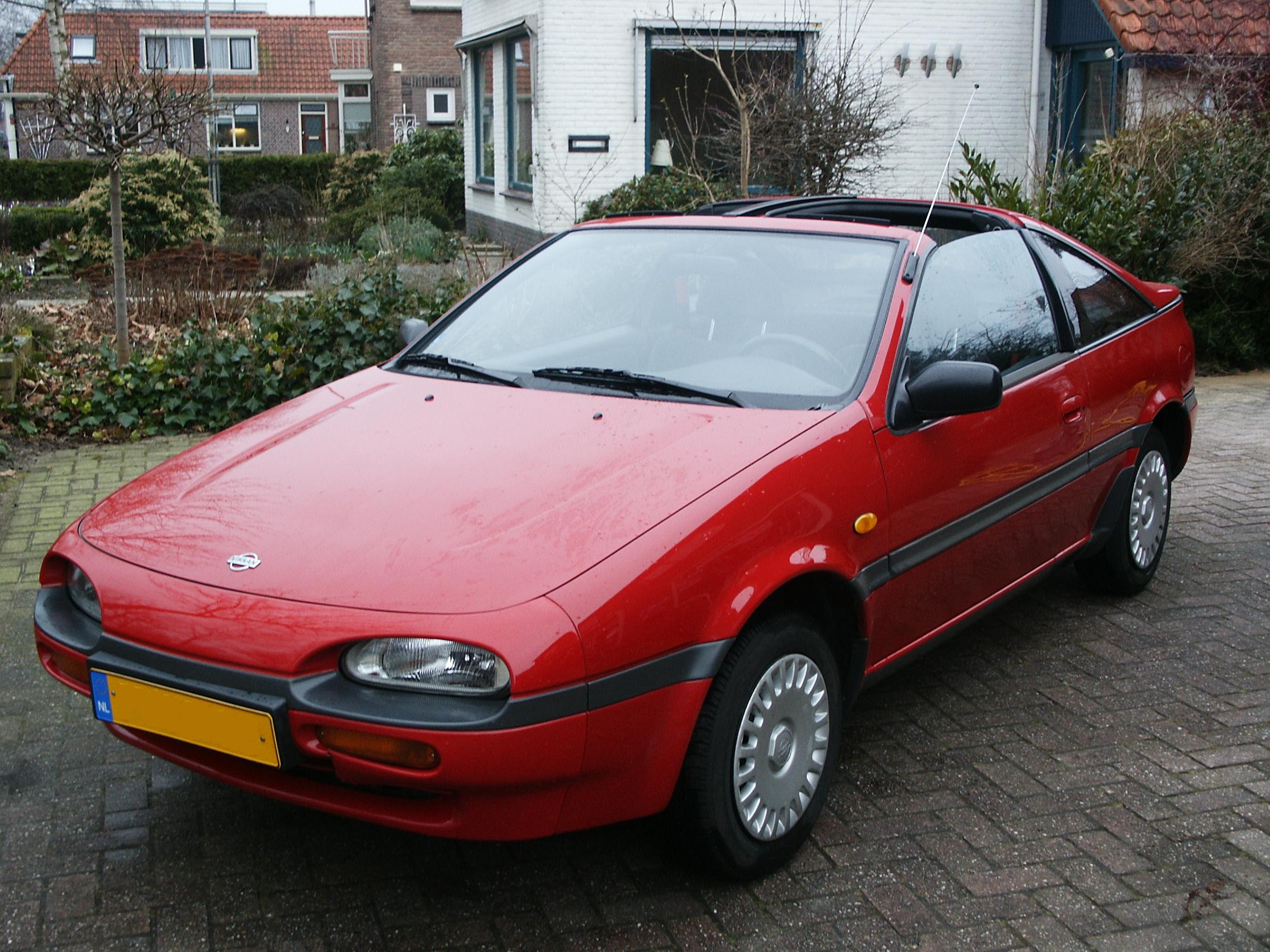
1992 Nissan 100NX 1.6

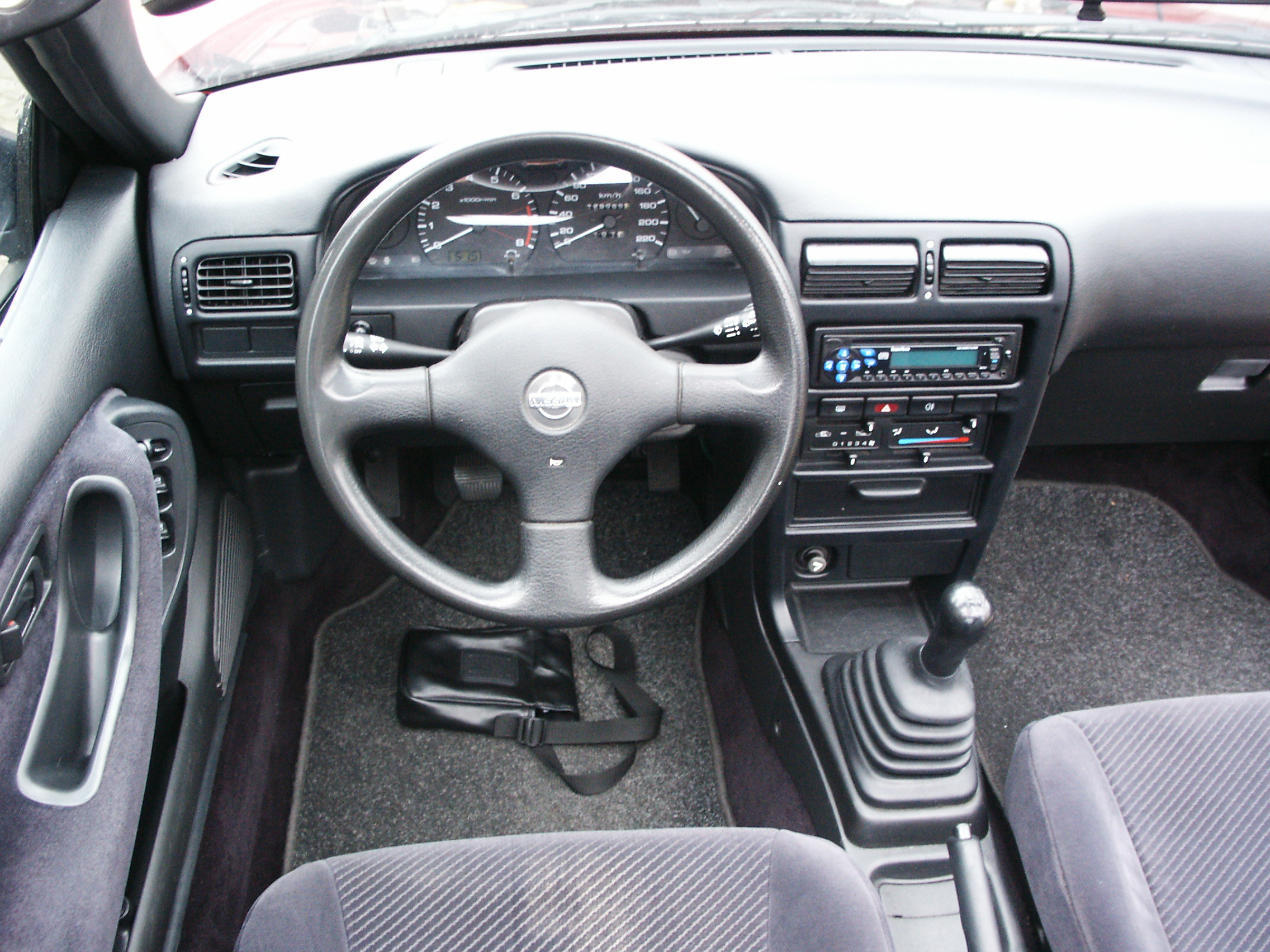
Interieur 1992 Nissan 100NX 1.6

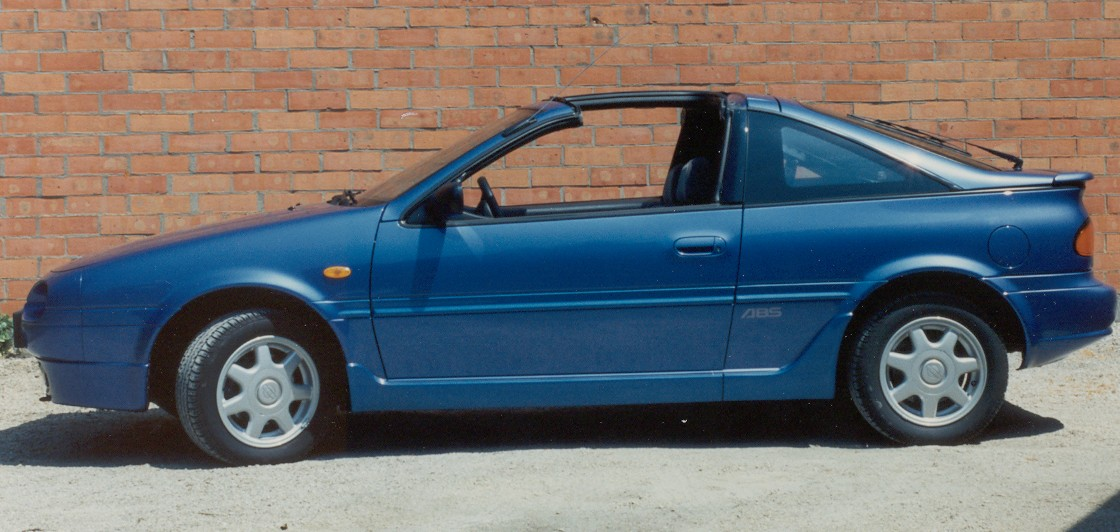

In 1991 werd door Nissan de vernieuwde Sunny geïntroduceerd. Naast tal van carrosserievarianten en motoropties, werd ook een goedogende coupé met de typenaam 100NX op de markt gebracht.
De Nissan 100NX (B13) deelt veel technische componenten met de Nissan Sunny (N14), maar de 100NX is gebouwd op de bodemplaat van de Sentra.
De Nissan 100NX werd als een volledige coupé en als een T-bar coupé gebouwd. In Nederland werd de 100NX alleen als T-bar in het leveringsprogramma opgenomen. Van de coupé zijn officieel voor homologatiedoeleinden door Nissan Motor Nederland slechts drie exemplaren geïmporteerd.
De Nissan 100NX was leverbaar in twee motoruitvoeringen: 1.6 en de 2.0 GTI.
De 1.6 motor was voorzien van een elektronisch geregelde carburateur, die in 1993 plaats maakte voor een injectiesysteem.
In Nederland werd de 2.0 GTI met een bodykit geleverd terwijl in veel landen deze bodykit als optie of als speciale versie op alle 100NX uitvoeringen geleverd kon worden.
Tevens is er een speciale Saileditie op de markt gebracht, welke was voorzien van een blauw interieur.
De 100NX was een bescheiden verkoopsucces. Gedurende zijn looptijd van 1991 tot 1997 werden 7500 exemplaren verkocht, waarvan 3200 in het eerste jaar.
Door de T-bar biedt de 100NX de mogelijkheid van open rijden. De T-bar is een afgeleide van het Targa-dak en is naast de Nissan 300ZX vooral te vinden bij Amerikaanse wagens als Corvette en Pontiac Trans Am. Het kenmerkende verschil met een targadak is dat, door een verbindingsbalk tussen voorruit en achterddeel van het dak, een T-bar twee uitneembare dakpanelen heeft in plaats van één groot dakpaneel.
Om de coupé te transformeren naar een cabrio, dienen de twee dakpanelen verwijderd te worden. Dit is met een zeer simpele en snel uit te voeren handeling te doen. De dakpanelen worden in hoezen opgeborgen in de kofferruimte.
Met open rijden met de 100NX is comfortabel tot een snelheid van 100 km/u. Bij een hogere snelheid wordt het geruis en turbulentie van de wind redelijk hinderlijk.
De 100NX heeft een onafhankelijke wielophanging. De 1.6 versie accelereert van 0–100 km/u in 11 seconden en heeft een topsnelheid van 180 km/u. De 2.0 GTI accelereert van 0–100 km/u in 8,2 seconden en heeft een topsnelheid van 210 km/u. De GTI had een open differentieel.

## Techniek
De 100NX is geleverd in drie motorvariaties. De GA16DS (carburateur), de GA16DE (injectie) en de SR20DE (GTI). Alle motoren in de 100NX hebben vier cilinders met zestien kleppen en dubbele bovenliggende nokkenassen (DOHC) en hebben een distributieketting in plaats van een -riem.
| 1.6 Carburateur (GA16DS) | 1.6 Injectie (GA16DE) | 2.0 GTI (SR20DE) |
| --- | --- | --- |
| 1991-1993 | 1993-1997 | 1991-1993 |
| 4 cilinder lijn - 1597 cc (boring × slag: 76,0 × 88,0 mm) - 66 kw/90 pk 6000 tpm, 133 Nm/13,6 kgm 4000 tpm                            | 4 cilinder lijn - 1597 cc (boring × slag: 76,0 × 88,0 mm) - 75 kw/102 pk 6000 tpm, 136 Nm/13,9 kgm 4000 tpm                                          | 4 cilinder lijn - 1998cc (boring × slag: 86,0 × 86,0 mm) - 105 kw/143 pk 6400 tpm, 178 Nm/18,2 kgm 4800 tpm                                                      |
| topsnelheid 180 km/u - 0–100 km/u 10,8 s - verbruik (90/120/stad) 5,3/6,8/8,3 (liter per 100 km) - gewicht 1050 kg                    | topsnelheid 190 km/u - 0–100 km/u 10,0 s - verbruik (90/120/stad) 5,3/7,0/8,3 (liter per 100 km) - gewicht 1050 kg                                   | topsnelheid 210 km/u - 0–100 km/u 8,2 s - verbruik (90/120/stad) 6,4/7,9/11,3 (liter per 100 km) - gewicht 1130 kg                                               |
| Grijze stootstrips, zwart interieur, snelheidsmeter rechts en toerenteller links, staande wijzers voor brandstof en motortemperatuur. | In kleur meegespoten stootstrips, grijs interieur, toerenteller rechts en snelheidsmeter links, liggende wijzers voor brandstof en motortemperatuur. | Bodykit (onderlip aan de voorbumper met mistlampen, sideskirts, kofferklepspoiler), lederen pookzak en stuur, verder doorlopende snelheidsmeter en toerenteller. |

Omdat Nissan vaak één motor voor verschillende modellen gebruikte, zijn vervangende onderdelen makkelijk te vinden voor deze auto. De SR20DE-motor van de GTI werd bijvoorbeeld ook gebruikt in de Primera, Almera, Sunny GTI en Bluebird en enkele andere modellen welke alleen in Amerika en Japan zijn uitgebracht. Verder zijn er nog vier verschillende motorblokken die dezelfde opbouw hebben, namelijk de SR20DET (T staat voor Turbo) uit de SX/Silvia/Avenir/Bluebird en drie blokken die gebruikmaken van Nissans "Nissan Ecology Oriented Variable Valve Lift and Timing", beter bekend als de NEO VVL blokken (SR16VE, SR20VE en SR20VET). Deze laatste drie zijn alleen uitgebracht in Japan en zijn in Europa daarom zeldzamer dan de SR20DET. Vooral in Amerika worden deze blokken vaak geïmporteerd en zijn daar zeer populair voor motortransplantaties.
Hetzelfde geldt voor veel andere onderdelen van de 100NX, daar deze veel overeenkomsten heeft met andere Nissan modellen, vooral de Sunny.
De 2.0 GTI is in Nederland relatief weinig te vinden aangezien deze fors duurder was in aanschaf en belasting. Na het verlagen van de BPM en de aanschafprijzen is er een aantal geïmporteerd uit onder andere Duitsland.

## Concurrentie
In de productieperiode waren andere kleine (betaalbare) coupés verkrijgbaar:
- Honda CRX/CRX Del Sol (ook met targa-dak)
- Toyota Celica en Toyota MR2 SW20
- Mazda MX-3
- Hyundai S coupe

De grootste concurrenten zijn de Honda CRX Del Sol en de Toyota MR2 (SW20), omdat deze modellen een targa-dak hadden.
Huidige modellen Europa:
370Z ·
Ariya ·
Cabstar ·
Cube ·
GT-R ·
Interstar ·
Juke ·
Leaf ·
Micra ·
Murano ·
Navara ·
Note ·
NV200 ·
NV300 ·
NV400 ·
Pathfinder ·
Primastar ·
Qashqai ·
Townstar ·
X-Trail

Huidige modellen internationaal:
Altima ·
Armada ·
Bluebird ·
Caravan ·
Elgrand ·
Fuga ·
Maxima ·
NV ·
Patrol ·
Rogue ·
Sentra ·
Serena ·
Skyline ·
Skyline ·
Skyline Crossover ·
Sunny ·
Teana ·
Tiida ·
Titan ·
Xterra

Concepten:
Forum ·
Jikoo ·
Pivo ·
Urge

Uit productie:
100NX ·
200SX ·
300ZX ·
350Z ·
Almera ·
Almera Tino ·
Bluebird ·
Cedric ·
Cherry ·
Cima ·
Gloria ·
Kubistar ·
Laurel ·
Pixo ·
Prairie ·
Primera ·
Pulsar ·
Silvia ·
Stanza ·
Terrano ·
Vanette